# سینه‌سرخ کوه‌های برفی
سینه‌سرخ کوه‌های برفی (نام علمی: Petroica archboldi) نام یک گونه از سرده سینه‌سرخ‌های سنگ‌نشین است.